# Siachen
Les glaceres de Siachen (en Hindi: सियाचेन ; en Urdú: سیاچین) estan situades a l'est de la serralada Karakoram, a les muntanyes de l'Himàlaia, en unes coordenades de 35° 30′ N, 77° 00′ E / 35.5°N,77.0°E, just a l'est de la línia de control entre l'Índia i Pakistan. L'Índia controla tota la glacera Siachen, incloent les glaceres afluents, des de 1984, mentre el Pakistan controla la regió situada a l'oest de les muntanyes Saltoro.
La glacera Siachen fa 70 km de llarg i és la més llarga del Karakoram i la segona del món entre les que no es troben en zones polars. La glacera Fedtxenko del Tadjikistan fa 77 km de llarg.
L'acumulació de neu a l'hivern és de mitjana de 10,5 metres i la temperatura mínima absoluta pot arribar a -50 °C. Incloent totes les glaceres afluents, cobreix una superfície d'uns 700 km².

## Geografia
Sia en llengua Balti és el nom d'una planta rosàcia que es troba abundantment en la regió. Siachen vol dir un lloc ple d'aquestes plantes sia. El nom de la mateixa glacera s'atribueix a Tom Longstaff.

### Fosa

La glacera Siachen quan es fon alimenta el riu Nubria

L'aigua de la fosa de la glacera va a parar al riu Indus a través dels seus afluents Nubra (o Ladakh) i riu Shyok. L'escalfament global ha tingut gran impacte en l'Himàlaia i les glaceres es fonen a taxes sense precedents i les pluges del monsó actualment apareixen al nord de les muntanyes. El volum de la glacera s'ha reduït molt en les darreres dècades. L'activitat militar a la zona també degrada el medi ambient.

## Conflicte fronterer

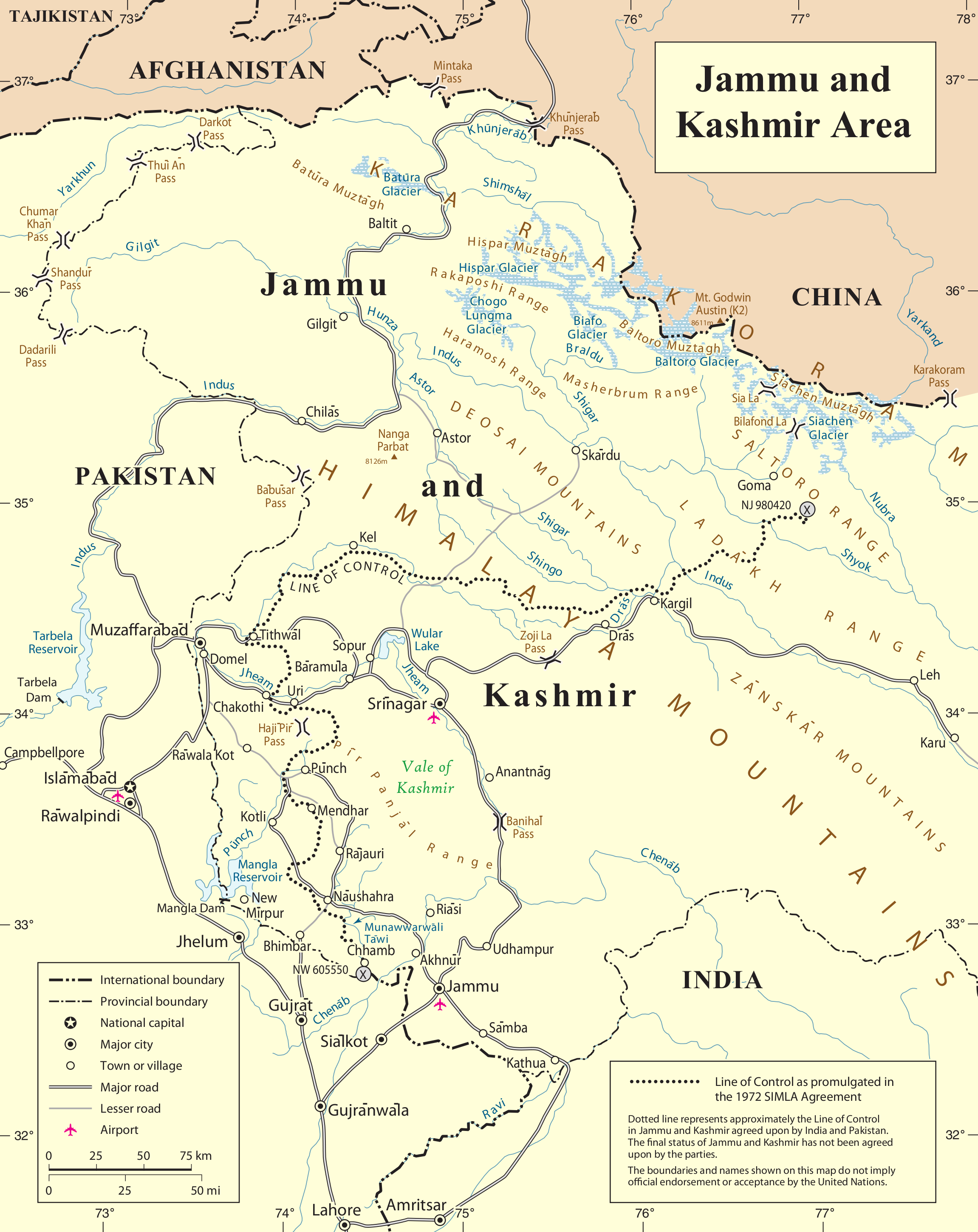
Línia de control de l'ONU entre Índia i Pakistan

La regió d'aquest glacera ha estat un camp de batalla intermitent des de 1984 entre Índia i Pakistan, i els dos estats hi tenen forces militars permanents fins als 6.000 m d'altitud en una zona exemple de guerra de muntanya.